# ANAPC2
Subunidad 2 del complejo promotor de la anafase es una enzima que en los humanos está codificado por el ANAPC2 gen.
Un gran complejo proteico, denominado complejo promotor de anafase (APC), o ciclosoma, promueve la transición metafase-anafase al ubiquitinar sus sustratos específicos, como las ciclinas mitóticas y el inhibidor de la anafase, que posteriormente son degradados por el proteasoma 26S. Los estudios bioquímicos han demostrado que la APC de vertebrados contiene ocho subunidades. La composición de  APC está altamente conservada en organismos desde levaduras hasta humanos. El producto de este gen es un componente del complejo y comparte similitud de secuencia con una familia de proteínas recientemente identificadas llamadas cullinas, que también pueden estar involucradas en la degradación medidada por ubiquitina.

## Interacciones
Se ha demostrado que ANAPC2 interactúa con ANAPC1 y ANAPC11.